# Möt världen Adress Botkyrka
Möt världen Adress Botkyrka var en vandringsutställning som producerades av  Kulturföreningen Fenix och Stiftelsen Sveriges invandrarinstitut och museum i samarbete med den statliga myndigheten Riksutställningar. Utställningen besökte 16 orter i Sverige under åren 1991 till 1993.

## Bakgrund
Möt världen Adress Botkyrka bestod från början av två delar som tillsammans fick bilda en utställning på turné i Sverige. Tanken med sammansmältningen var att belysa invandring och livet för en flykting från två olika synvinklar.

## Tema
Temat var sammanfattningsvis, och i stora drag: svensk immigration och svenska immigranters villkor i det nya hemlandet Sverige.

Utställningens informationsfolder uttryckte sig på det här viset om utställningens första del – Möt världen skulle bidra till:
/.../att skapa en mötesplats där broar mellan olika kulturer ska kunna byggas och en debatt kring frågor om rasism och främlingsfientlighet.

## Produktion
Den första delen av den stora utställningen var Möt världen, som togs fram 1988 för Kalix kommun – och omarbetades 1991 – av Kulturföreningen Fenix. En rapport med underrubriken: En utställning om möten mellan kulturer, förklarar syftet med Möt världen i fyra punkter. Utställningen skulle: 1 – informera om flyktingars och invandrares situation. 2 – inspirera till ställningstagande och opinionsyttring. 3 – ge tillfälle till möten mellan invandrare och svenskfödda. 4 – låta unga eller äldre, invandrare eller infödda, få uttrycka innehållet i sina kulturer, sina erfarenheter och sina känslor genom utställningen.
Del två, Adress Botkyrka producerades 1991 av Sveriges Invandrarinstitut. Utställningen berättad om invandringen till Sverige ur invandrarens synvinkel – hur det kändes att lämna sitt hemland och komma ett nytt och främmande land. Adress Botkyrka var en liten utställning som bestod av 10 skärmar signerade konstnären Björn Ed. Båda utställningarna hade producerats i samarbete med Riksutställningar.
Produktionsgruppen bakom Möt världen Adress Botkyrka erbjöd de lokala utställarna att få en introduktion av de båda utställningsdelarna. Introduktionen gavs under en dag av Kulturföreningen Fenix projektledare Estuardo Barrios Carillo och riktade sig till alla inblandade vid den lokala visningen. I mån av tid hjälpte han också till med monteringsarbetet. För de som ville prova själva fanns monteringsanvisningar medskickade.
Utställningen fraktades i 6 lådor med en sammanlagd transportvolym på 6,15 kubikmeter. Fraktvikten var 670 kilogram. För frakten anlitades någon tillgänglig bilspeditionsfirma som körde utställningen på lastbil till nästa visningsort.
Till utställningen hörde en affisch som den lokala utställaren fick 30 exemplar av. Sveriges invandrarinstitut hade också tagit fram en utställningskatalog som skickades med utställningen i fem exemplar. Det ingick också ett underlag som bestod av diskussionsfrågor relaterade till innehållet i de båda utställningsdelarna.
Riksutställningar bad också de lokala utställarna att efter utställningens slut komma med en utvärdering och berätta om arbetet med marknadsföring av utställningen och eventuell annan programverksamhet kring den.

### Produktionsgruppen

#### Riksutställningar
- Projektledare: Pär Stolpe.
- Ateljéarbete: Karl-Gustav Jönsson (Möt världen), Gunilla Boestad (Adress Botkyrka).
- Turnéansvarig: Karin Aleby.

#### Kulturföreningen Fenix
- Projektledare: Estuardo Barrios Carillo.

#### Sveriges Invandrarinstitut och museum
- Projektledare: Ingrid Lundberg.[2]

## Turné

### 1991
- Charlottenberg, Eda kommunbibliotek 19/9-29/9.
- Hagfors, Älvstrandsgymnasiet 7/10-10/11.
- Tumba, Fittja gård 2/12-31/12.[1]

### 1992
- Eslöv, Bergaskolan 7/1-31/1.
- Hörby, Frostaskolan 10/2-15/3.
- Mörbylånga, Mörbylånga kommun/kommunhuset 23/3-5/4.
- Växjö, Bergundaskolan 14/4-26/4.
- Oskarshamn, biblioteket/kulturhuset 4/5-24/5.
- Lycksele, Skogsmuseet 31/8-27/9.[1]

### 1993
- Visby, Missionskyrkan 8/1-24/1.
- Huskvarna, Öxnehaga bibliotek 1/2-14/2.
- Ödeshög, Lysingskolan 5/4-18/4.
- Vingåker, Åbrogårdens fritidsgård 6/9-19/9.
- Uppsala, Österledskyrkan 27/9-13/10.
- Uppsala, Gottsundaskolan 18/10-31/10.
- Tyresö, Tyresö bibliotek 22/11-5/12.[1]

I slutet av 1993 hade Möt världen Adress Botkyrka turnerat klart. 1994-05-30 beslutades därför om en så kallad upplösning av utställningen, av de utställningsansvariga vid Riksutställningar. Orsaken till nedläggningen, enligt upplösningsförslaget, var att Möt världen Adress Botkyrka skulle ersättas med utställningen 50 år i Sverige.

## Reaktioner
Gotlands Allehanda, 1993-01-12:
– Ta chansen att möta världen på Gotland. Våga träffa människor från olika kulturer. Våga prata med andra och lära känna varandra. En möjlighet till möte mellan olika kulturer och människor ges nu på Missionskyrkan i Visby. ”Möt världen” heter den angelägna utställningen, med mera, som pågår två veckor framåt. Egentligen är utställningen inte en utan fem. Dessutom är det inte bara utställning. Här finns också människor närvarande, som gärna berättar och svarar på frågor. ”Möt världen” är en basutställning från Riksutställningar, kompletterad med material om och av invandrare i Botkyrka. I Levide skola har mellanstadiet haft ett projekt om Afrika. Det arbetet finns här redovisat i en ovanligt begriplig och informativ utställning. I en separat avdelning visas indianernas liv i dag i Latinamerika. Och i ytterligare en utställning lyfts villkoren fram från olika delar av Afrika. – Vi har fått ett så fint lokalt utställningsmaterial om Latinamerika och om Afrika. Det känns verkligen roligt att få ställa ut, framhåller Gunilla Koelega från Kontaktgruppen./.../Samtidigt med utställningen anordnas temakvällar om Asien, Latinamerika och Afrika./.../Den sista lördagen i januari avslutas satsningen med en global festival, en stor fest med inslag och upptåg från hela världen./.../
Gotlands Tidningar, 1993-01-12:
”Möt världen” heter utställningen som nu finns i Missionskyrkan i Visby två veckor framåt. Utställningen är menad som ett startskott för en växande dialog och många kommande möten mellan kulturer./.../– Främst är meningen att skapa en positiv motbild till de negativa tendenser som finns i samhället i dag, förklarade Gunilla Koelega vid gårdagens förhandsvisning. Utställningen som är en riksutställning, är gjord av Estuardo Barrios, själv flykting från Guatemala./.../Hans utställning kompletterades med en utställning om kulturmöte i Botkyrka/.../Här finns också ett Afrika-rum, Latinamerika-rum och ett Asien-rum är snart klart. Allt gjort av tillfälliga eller bofasta gotlänningar som kommit hit från dessa länder./.../28 skolklasser är redan inbokade för att besöka utställningen och utrymme för specialsydda visningar finns. Vill man lära mer om ett specifikt land eller religion så går det. – Visst kan man komma hit för att få bara kunskap men huvudsaken är att man får möjlighet att mötas, prata och ställa frågor, sa Gunilla Koelega. Att få mod att våga möta de rasistiska tendenser som poppar upp här och där. Kjerstin Franzén, lärare på Säveskolan, berättade om hur elever som tidigare varit främlingsfientliga ändrat attityd efter att ha haft besök i klassen av en flykting. För när verkligheten kommer nära är det inte så lätt att hålla fast vid sina tidigare sanningar som man trodde så mycket på./.../
Upsala Nya Tidning, 1993-10-02:
Riksutställningars stora evenemang om invandring och flyktingkunskap har startat i Gamla Uppsala. En omfattande utställning med titeln Möt världen belyser dagsläget, men ger också en historisk tillbakablick om invandring över huvud taget. Utställningen syftar till att skapa en mötesplats där broar mellan olika kulturer ska kunna byggas och en debatt föras om rasism och främlingsfientlighet./.../Vid invigningen intervjuades invandrare om sin bakgrund och sina framtidsperspektiv. Josef Abdallahad från Libanon och Siamak Neshaie från Iran presenterade sina montrar. Invandrare medverkade i såväl planering som genomförande. Grupper och skolklasser som besöker utställningen kommer att få möta någon invandrare för samtal och information. Riksutställningars produktion kompletteras med inslag från de samverkande biståndsorganen: Gamla Uppsala röda korskrets, Diakonia, Lutherhjälpen och Rädda barnens lokalförening. Utställningen har rönt stort intresse redan från starten. Lärare har introducerats och 45 skolklasser kommer att se utställningen t o m vecka 41. En tävling för mellanstadieklasser har utlysts där eleverna uppmanats att göra bästa affischen på temat Att vara invandrare./.../

## Ekonomi
Utställningshyran för den lokala utställaren var 800 kronor för en 14-dagarsperiod, eller 4 800 kronor per termin. Förutom hyran betalade den lokala utställaren också kostnaden för frakten till nästa visningsort.
Möt världen Adress Botkyrka var allriskförsäkrad mot olika former av skador som kunde tänkas uppstå under turnén.